# Kościół Narodzenia Najświętszej Maryi Panny w Jarszewie

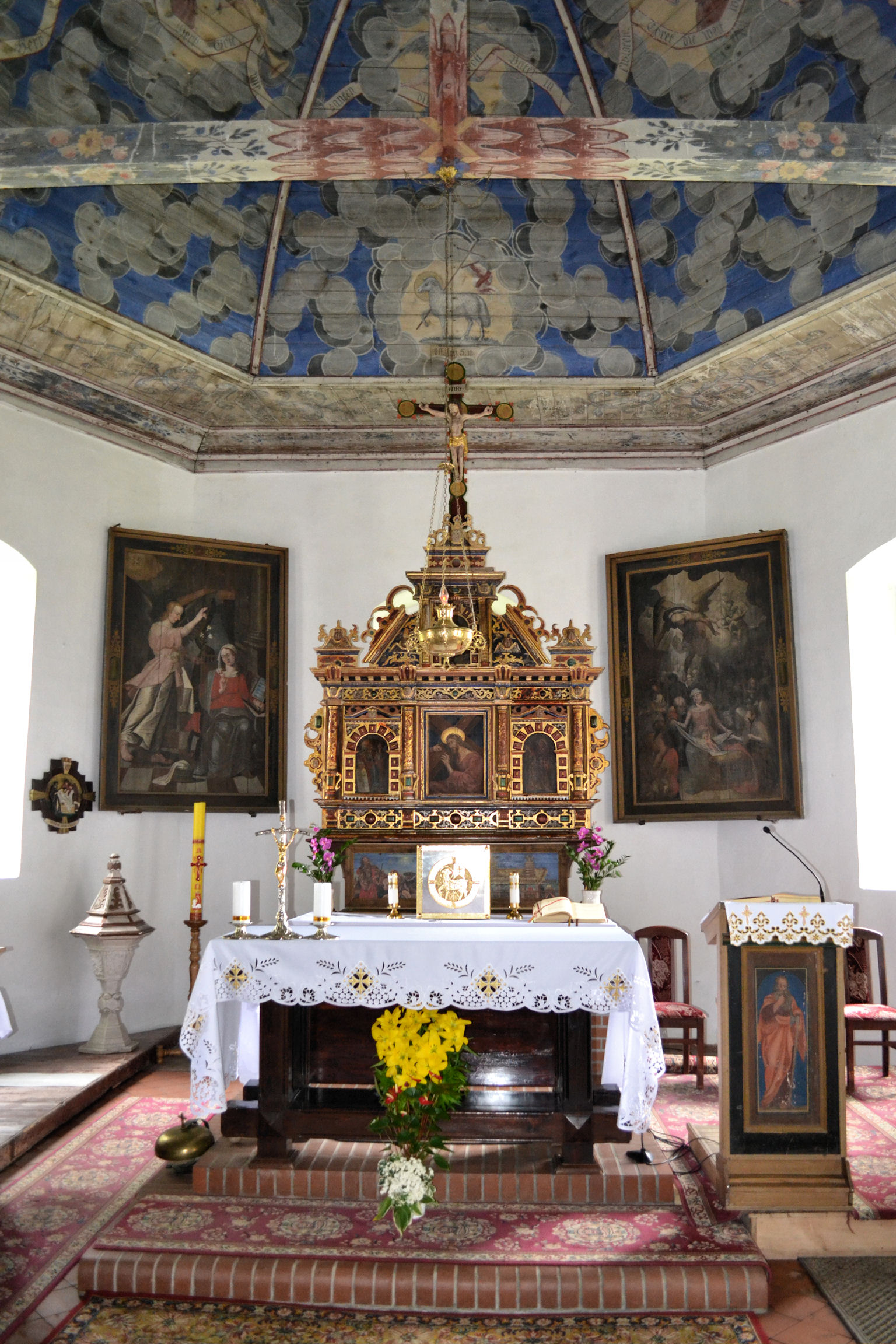
Prezbiterium

Kościół Narodzenia Najświętszej Maryi Panny w Jarszewie – późnogotycki kościół z zachowanym niemal w komplecie wyposażeniem z XVII w. Kościół znajduje się w Jarszewie koło Kamienia Pomorskiego.

## Historia
Pierwsza wzmianka o świątyni pochodzi z 1534 . W 1572 przeprowadzono remont uszkodzonej przez burzę wieży , jednak w roku 1634 pożar strawił kościół wraz z gotyckim wyposażeniem oraz wieżę . Odbudowa nastąpiła w 1645 . W 1681 Joachim Sellin z Wolina pokrył wnętrze kościoła polichromiami . W 1694 w okna wstawiono witraże . W 1714 ściana kościoła od strony zachodniej została wzmocniona przyporami . W 1750 kościół został poszerzony od strony południowej i wschodniej, dobudowano również zakrystię . W 1754 przeprowadzono prace malarskie wewnątrz świątyni . W 1913 przeprowadzono zakrojone na szeroką skalę prace remontowo-konserwatorskie polegające m.in. na remoncie stropu, podniesieniu ścian kościoła, założeniu beczkowego pseudosklepienia, odmalowaniu wnętrza i odnowieniu polichromii wyposażenia. Wieża kościoła otrzymała nowe odeskowanie . Do zakończenia II wojny światowej kościół pełnił funkcję zboru ewangelickiego, po wojnie przekazano go katolikom. Świątynia już pod wezwaniem Narodzenia Najświętszej Maryi Panny została poświęcona 14 października 1945 roku przez ks. Henryka Kulikowskiego. Parafię erygowano 25 czerwca 1973 roku.

## Opis
Kościół ma plan prostokąta, a od zachodu znajduje się drewniana, odeskowana wieża o kwadratowej podstawie, zwieńczona ośmiobocznym, spiczastym hełmem. Dach świątyni jest dwuspadowy, z lukarną w kształcie wolego oka, a okna mają półokrągłe zakończenia. We wnętrzu znajduje się pozorne sklepienie beczkowe ozdobione malowidłami. Polichromie na sklepieniu, stallach i ławach wykonał w 1681 roku Joachim Sellin z Wolina. Boki ław zdobią wizerunki pomorskich kwiatów. W prezbiterium znajduje się ołtarz z XVI wieku, wykonany przez Georga Beckmanna (stolarza) i Chrystiana Basche (malarza) z Trzebiatowa. Ołtarz jest bogato zdobiony, z kolumnami, a w jego centralnej części znajduje się obraz przedstawiający Chrystusa z koroną cierniową, niosącego krzyż. Nad tryptykiem zawieszono XV-wieczny krucyfiks. Barokowa ambona przylega do ściany, z wejściem po schodkach, baldachimem i zaplecem. W kościele znajdują się trzy obrazy z XVII wieku, w tym największy na Pomorzu obraz malowany na desce, przedstawiający Sąd Ostateczny. Pozostałe obrazy ukazują sceny Zwiastowania i Narodzenia. Empora chóru muzycznego, z polichromią, pochodzi z XVII wieku, a na ścianach kościoła znajdują się płaskorzeźbione stacje Drogi Krzyżowej.

## Wyposażenie
We wnętrzu kościoła zachowało się prawie w całości jego historyczne wyposażenie. Składa się nań:
- ołtarz główny z XVII w. wykonany przez Georga Beckmanna (prace stolarskie) i Chrystiana Basche (lub Basske) – prace malarskie, z Trzebiatowa[4]
- ambona z XVII w wykonana przez Georga Beckmanna (prace stolarskie) i Chrystiana Basche (lub Basske) – prace malarskie, z Trzebiatowa[4]
- malowidła na pseudosklepieniu, stallach i ławach wykonane w 1681[4]  przez Joachima Sellina z Wolina. Na szczególną uwagę zasługują ławki dla wiernych z bogato zdobionymi policzkami (bokami). Każda z ław posiada oddzielne drzwiczki z namalowanymi wizerunkami pomorskich kwiatów. Rysunki te wzbudziły zainteresowanie botaników, bowiem umożliwiały stwierdzenie, jakie kwiaty były rozpowszechnione na Pomorzu w XVII w.
- obrazy wykonane przez Joachima Sellina. Najokazalszy z nich („Sąd Ostateczny”; 1680 r.[3]) jest największym na Pomorzu obrazem malowanym na desce[3]. Najbardziej zniszczone obrazy Joachima Sellina zostały podczas renowacji świątyni w 1913 r. zastąpione kopiami[4]
- empora muzyczna i kolatorska. Na jednej z płycin empory muzycznej przedstawione zostało ówczesne wnętrze kościoła
- Organy z 1885 roku zbudowane przez szczecińskiego organmistrza Barnima Grüneberga. Obecnie nie używane ze względu na zły stan.

Galeria
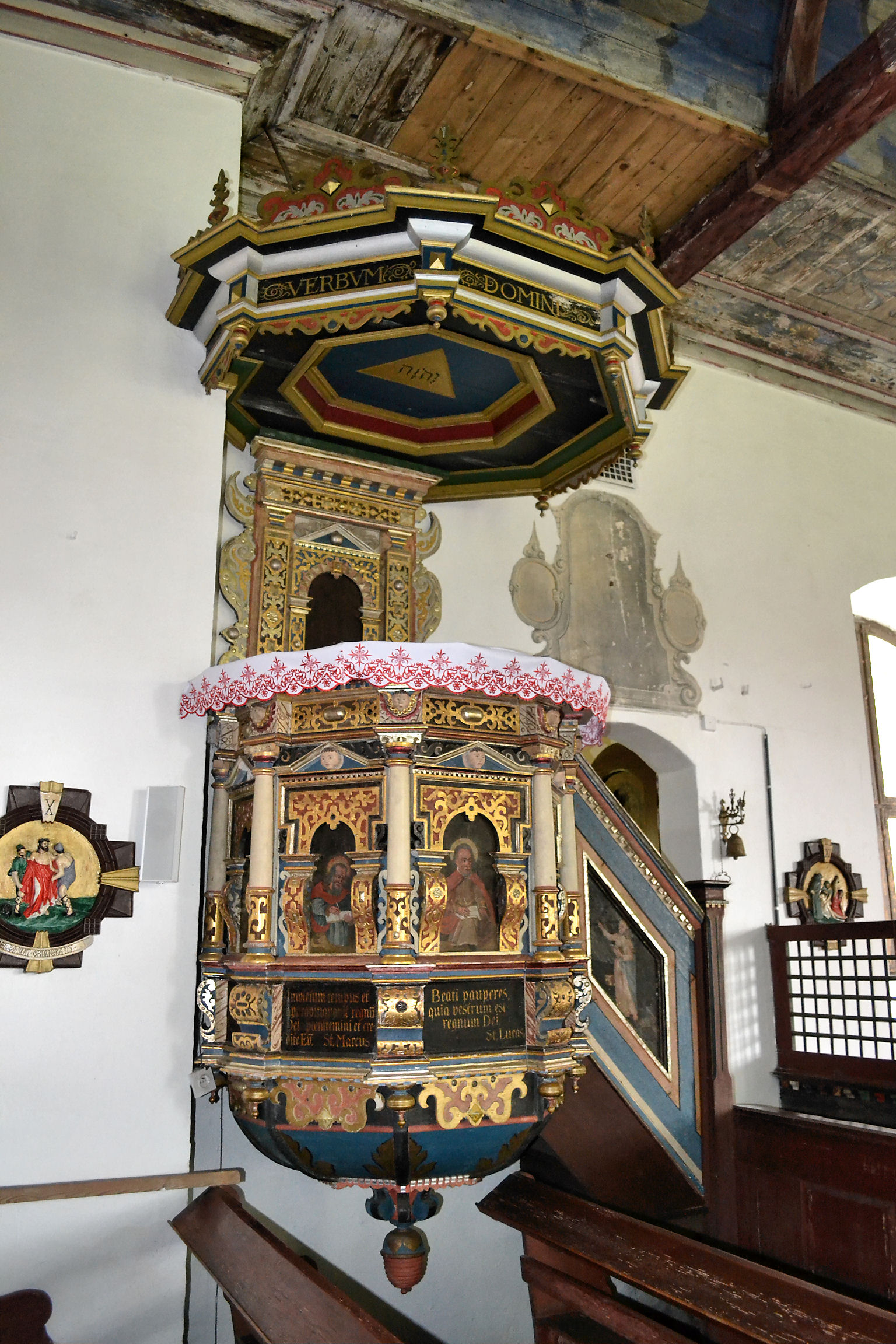
Ambona
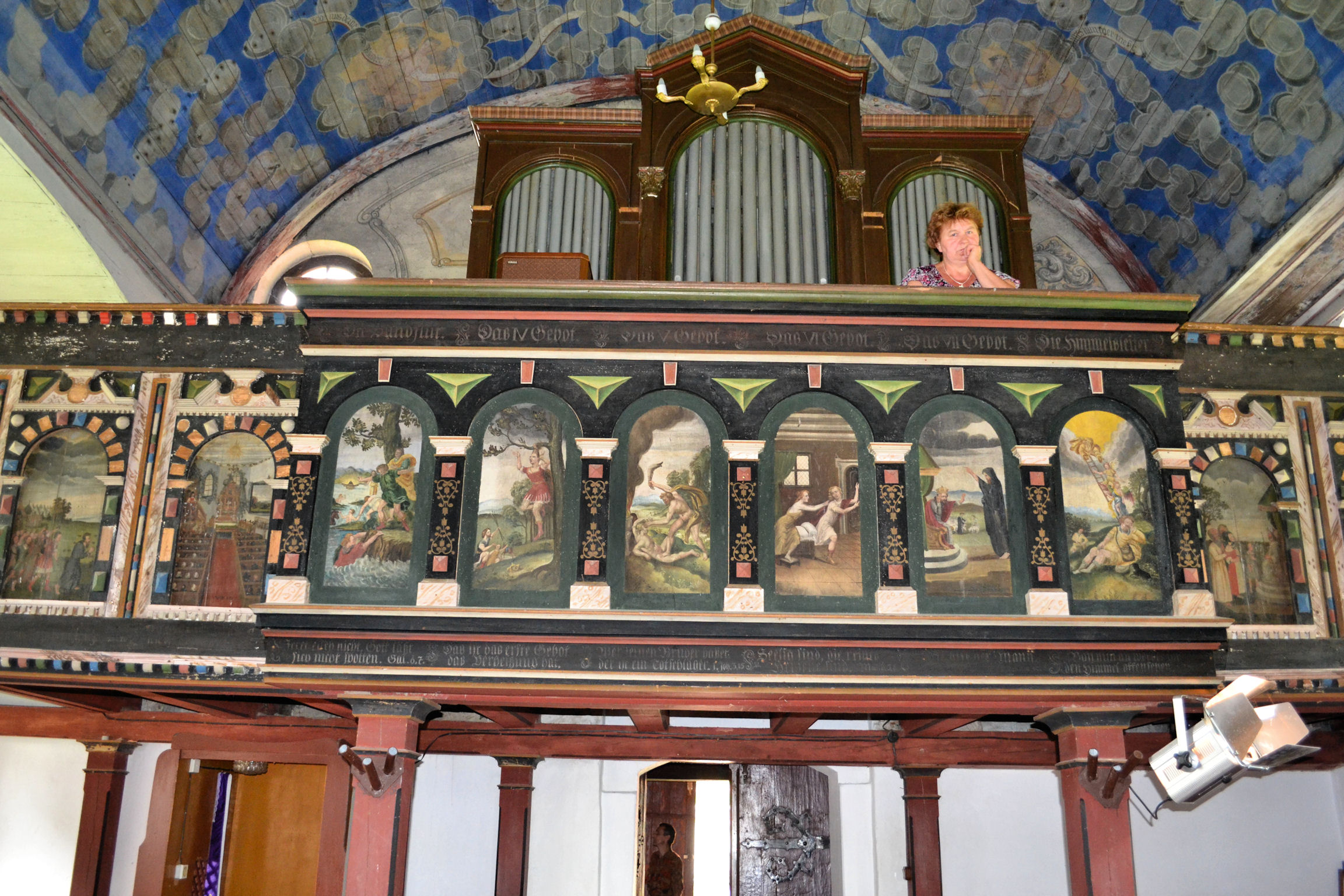
Empora muzyczna
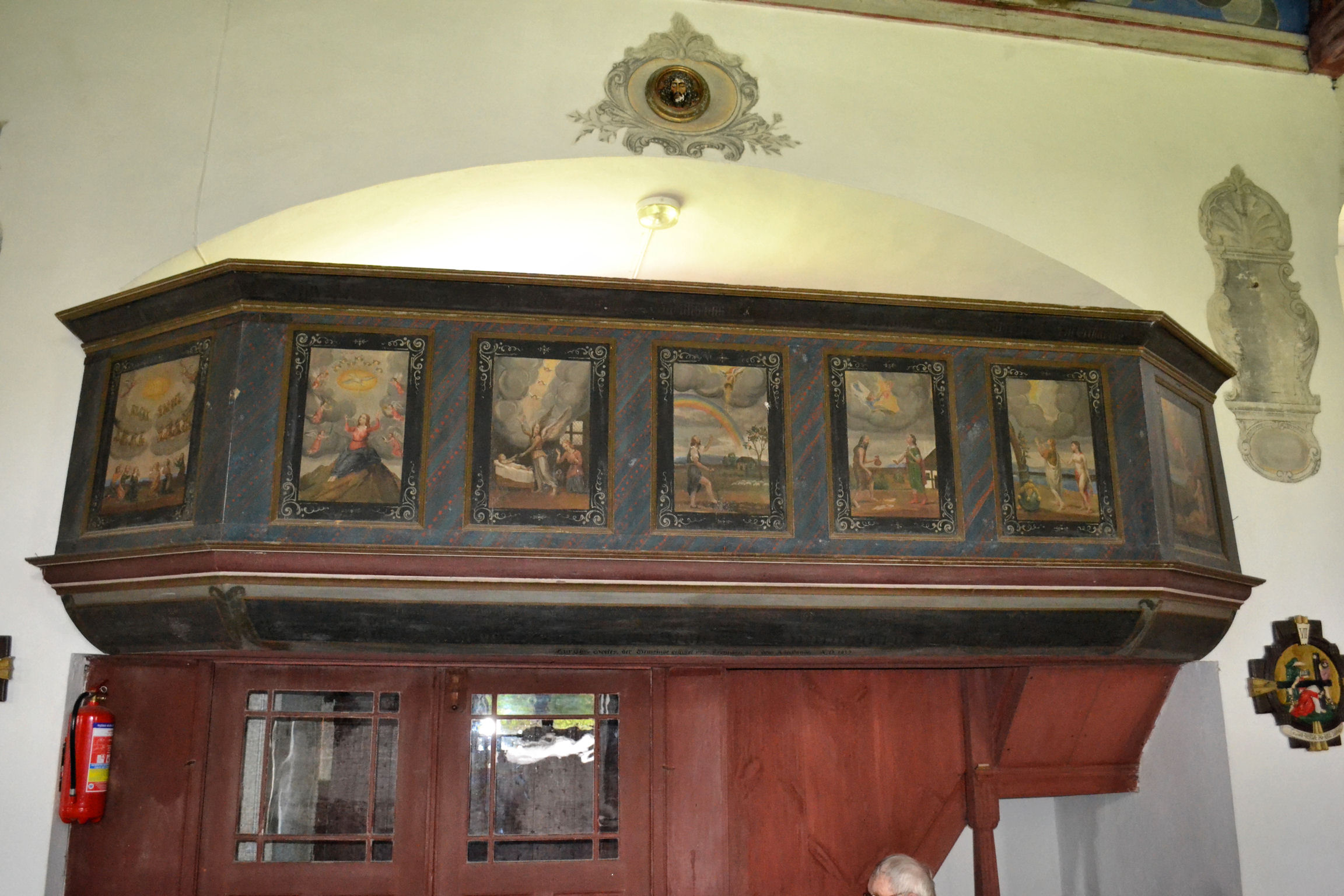
Empora kolatorska
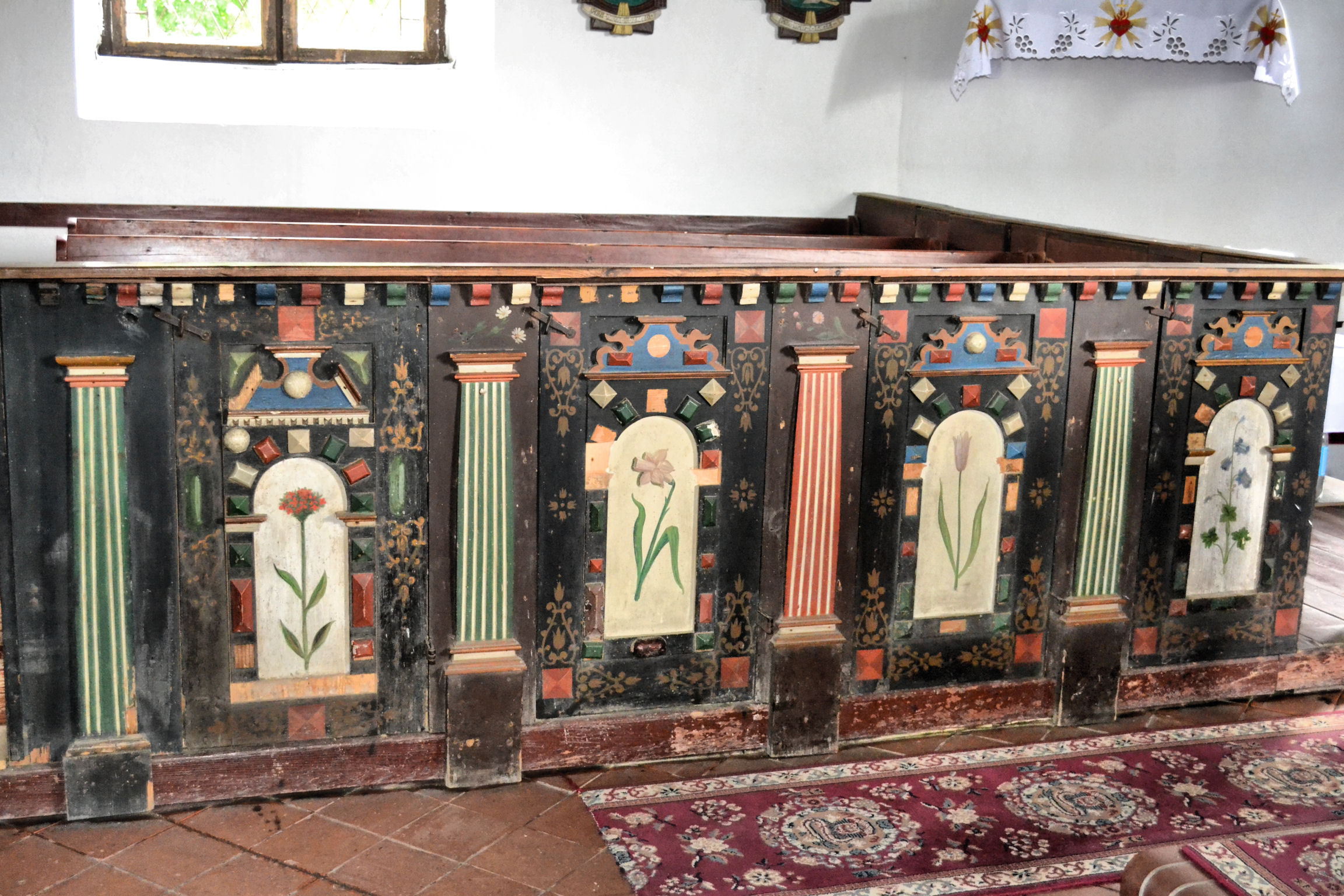
Ławki
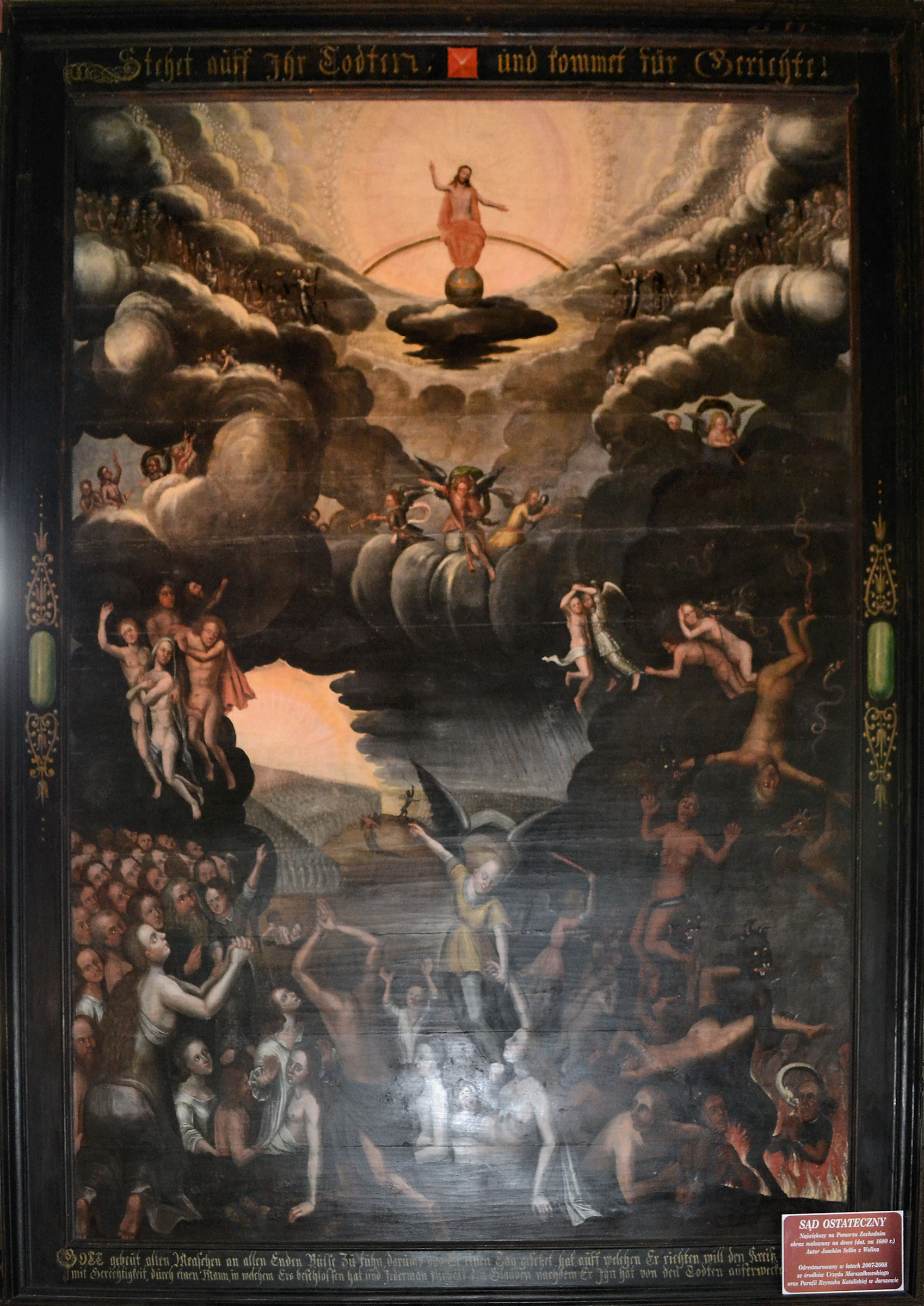
Obraz J. Sellina „Sąd Ostateczny”
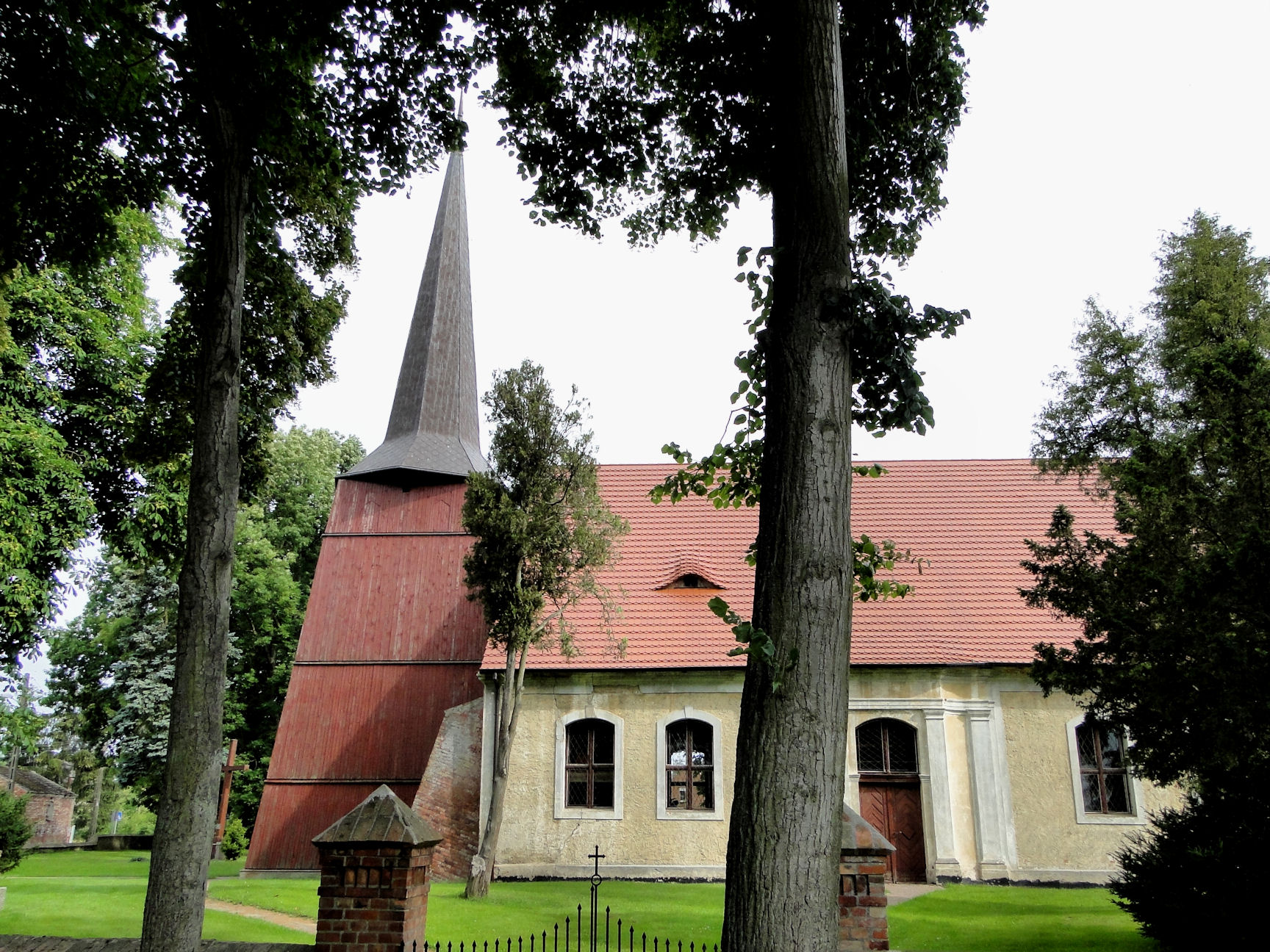
Kościół